# Le Vengeur (film, 1915)
Pour les articles homonymes, voir Le Vengeur.
Le Vengeur (en suédois : Hämnaren) est un film muet suédois, sorti en 1915 et dirigé par Mauritz Stiller.

## Fiche technique
- Réalisateur : Mauritz Stiller
- Scénario : Martin Jørgensen
- Production : Svenska Biografteatern AB

## Distribution
- Vilhelm Hansson : Georg Vide
- Edith Erastoff : Ester, la jeune fille juive
- Edmond Hansen : le père d'Ester
- John Ekman : Jacob, cousin d'Ester
- Richard Lund : Josef
- William Larsson : Von Sterner, propriétaire terrien
- Karin Molander : sa fille